# Ary Barroso
Ary Barroso (Ubá, departament de Minas Gerais, el 7 de novembre de 1903 - Rio de Janeiro, el 9 de febrer de 1964) va ser un compositor i actor brasiler.
Estudià Dret en la Universitat del Brasil i exercí com a conseller municipal. Musicalment començà tocant el piano en els cinemes durant l'època de les pel·lícules mudes, però de seguida es dedicà a la composició de cançons populars i música de revista.
En aquest primer període assoliren una certa fama la samba Faceira i la marxa Dá nela, a les que succeïren més tard, i amb èxit rotund, Maria, Na Baixa do Sapateiro, Tierra seca, Acuarela del Brasil, Tabuleiro da Baiana, Os quindins de Iaiá, etc. El 1944 va estar als Estats Units. Des d'aquesta època començà a compondre música per al cinema.
La samba Aquarel·la del Brasil fou intercalada en el film de Walt Disney Saludos amigos. des de llavors treballà per la republic Pictures, de Hollywood, i per a diverses pel·lícules brasileres. La seva obra més important d'aquest període fou Risque. Segons el musicòleg Vasco Mariz, <<perfeccionà la samba, a la que va saber comunicar un estil més culte i de certa grandiositat i donà nou impuls a l'orquestra emprada per la música popular, mercès a la utilització de conjunts instrumentals més amplis, en contrast amb la primitiva simplicitat de Noel Rosa i Sinhô>>.
Socialment, desplegà una intensa labor destinada a normalitzar i justificar els drets d'autor al Brasil; en aquest sentit hagué de lluitar, en tant que guanyador, contra la politització i els monopolis que exercien la ràdio i els editors. Durant un temps fou locutor esportiu. Fundà programes radiofònics: un destinat a l'audició de cançons noves i un altre a l'estímul i suport dels aficionats.

## Compositor
- 1939: Joujoux e Balangandãs
- 1942: Saludos Amigos
- 1944: Brazil
- 1946: Fantasma Por Acaso
- 1948: E o Mundo se Diverte
- 1953: Aventura en Río
- 1959: Meus Amores no Rio
- 1972: Inconfidentes, Os
- 1991: L'Amore necessario

## Actor
- 1935: Alô, Alô, Brasil
- 1937: João Ninguém